# Huaxiapterus
Huaxiapterus is een geslacht van uitgestorven pterosauriërs, behorend tot de groep van de Pterodactyloidea, dat leefde tijdens het Vroeg-Krijt in het gebied van het huidige China.

## Huaxiapterus jii
De typesoort van het geslacht, Huaxiapterus jii, werd in 2005 benoemd en beschreven door Lü Junchang en Yuan Chong-Xi. De geslachtsnaam is afgeleid van Huaxia, een oude naam voor China, en een gelatiniseerd Klassiek Grieks pteron, 'vleugel'. In latere publicaties gebruikt Lü ook wel de vorm 'Huxiapterus'. De soortaanduiding eert de paleontoloog professor Ji Qiang.
Het fossiel, holotype GMN-03-11-001, is bij Chaoyang in Liaoning gevonden in de Jiufotangformatie van de Jehol-groep, in een laag uit het Aptien. Het bestaat uit een vrijwel volledig en in verband liggend maar platgedrukt skelet op een enkele plaat. De compressie heeft vele wervels en ook de achterkant van de schedel zwaar beschadigd. De schedel heeft een lengte van 185 millimeter. Hij is verhoogd door een vergrote schedelopening, de fenestra nasoantorbitalis. De snuit draagt geen zichtbare kam maar zo een kam bevindt zich wel onder de onderkaken. Vaak wordt aangenomen dat het puntige profiel van snuit duidt op een grote schedelkam van zacht weefsel. De uiteinden van de kaken zijn puntig — samenhangend met het scherp uitlopende fenestra — en vrij sterk naar beneden gebogen. De totale romplengte is ongeveer zestig centimeter. De vleugelspanwijdte bedraagt 94 centimeter.
De Liechtensteinse paleontoloog Alexander Kellner stelde in 2007 dat Huaxiapterus jii een soort was van Sinopterus: een S. jii. Lü had een identiteit met Sinopterus mede hierom verworpen dat de hogere schedel van Huaxiapterus zou wijzen op een meer afgeleide positie in de stamboom, dichter bij Tapejara. Volgens Kellner zou het hierbij slechts om een rijpingsverschil gaan en is het holotype van Huaxiapterus jii slechts een ouder en 35% langer exemplaar.

## Huaxiapterus corollatus
Een tweede soort werd in 2006 benoemd door Lü Junchang, Jin Xingsheng, David Unwin, Zhao Lijun, Azuma Yoichi en Ji Qiang: Huaxiapterus corollatus. De soortaanduiding betekent 'omkranst' in het Latijn. Het holotype is ZMNH M8131, een vrij compleet in verband liggend platgedrukt skelet op een enkele plaat, waarvan echter de onderkaken ontbreken. Het voornaamste onderscheid met H. jii is de aanwezigheid van een enorme rechthoekige, bijlvormige structuur schuin boven op de snuit, waarvan de lange zijde aan de schedel vastzit; H jii heeft daar alleen een laag uitsteeksel. De schedel is korter en hoger en de bovenkaken zijn minder puntig. De verdere relatieve proporties van de ledematen zijn gelijkend op die van H. jii. De ruggenwervels zijn niet vergroeid tot een notarium. Mark Paul Witton schatte in 2008 het gewicht bij een vlucht van 143 centimeter op 1030 gram.

## Huaxiapterus benxiensis
Een derde soort werd benoemd in 2007 door Lü Junchang, Gao Yubo, Xing Lida, Li Zhixin en Sun Zhenyuan: Huaxiapterus benxiensis. De soortaanduiding verwijst naar de provincie Benxi. Het holotype is BXGM V0011, een, hoewel platgedrukt, zeer goed gepreserveerd en in verband liggend vrijwel compleet skelet. H. benxiensis onderscheidt zich door een sterker ontwikkeld uitsteeksel op de snuit waarvan de bovenrand echter ontbreekt zodat niet duidelijk is hoever het uitloopt. Op de achterkant van de schedel bevindt zich een lange puntige kam die vrij steil omhoog steekt en groter is dan bij H. corollatus. Een vergelijking met H. jii is op dit punt niet mogelijk daar bij haar fossiel de achterkant ontbreekt. De punt bestaat uit een bovenste deel, een naar achteren lopend smal uitgroeisel van de praemaxillae, dat vastgegroeid is en parallel loopt aan een onderste deel, een smal uitgroeisel van de wandbeenderen. Het uitsteeksel op de snuit is ook een deel van de praemaxillae. De schedel heeft een lengte van twintig centimeter. Op de bovenkant van de symfyse, de voorste vergroeiing, van de onderkaken loopt in de lengterichting een ondiepe groeve.
Volgens Kellner moest een apart geslacht benoemd worden om zowel H. corollatus en H. benxiensis te omvatten. In 2010 verwees hij Huaxiapterus corollatus naar Sinopterus als een Sinopterus corollatus. In 2023 werden beide soorten samengevoegd en in een nieuw geslacht Huaxiadraco geplaatst.

## Huaxiapterus atavismus
In 2016 benoemden Lü e.a. een Huaxiapterus atavismus gebaseerd op een klein skelet, specimen XHPM 1009. De soortaanduiding verwijst naar een vermeend atavisme: een groeve op de achterzijde van het tweede en derde kootje van de vierde vinger, een basaal kenmerk. De soort werd in 2019 hernoemd tot Sinopterus atavismus.

## Fylogenie
Huaxiapterus is door Lü in de Tapejaridae geplaatst. In 2007 stelde hij dat van de bekende geslachten alleen dit geslacht, Sinopterus en Tapejara zelf tot deze groep behoren. Anderen zien deze onderverdeling als een Tapejarinae.

## Levenswijze
Huaxiapterus was een vrij kleine vorm. Vroeger werd voor Tapejaridae wel een levenswijze als viseter verondersteld; tegenwoordig worden de verhoging van de schedel en de naar beneden gerichte kaken gezien als een aanpassing aan een rol als omnivoor, een alleseter die diertjes en vruchten van de grond oppikte.